# Praia do Campeche
Pour les articles homonymes, voir Campeche.
Campeche est une plage de la municipalité de Florianópolis, au Brésil. 
Elle se situe sur la côte est de l'île de Santa Catarina, face à l'océan Atlantique, entre les plages de Joaquina et du Morro das Pedras. Elle se trouve sur le territoire du district du même nom, Campeche.
Elle se situe exactement en face de l'île de Campeche.